# Baie de Rogatcheff
La baie de Rogatcheff (en russe : Залив Рогачёва), est une baie de Russie de l'oblast d'Arkhangelsk.

## Histoire
La baie tient son nom du révolutionnaire Dmitri Rogatchev ou Rogatcheff (ru) (1851-1884).
En juillet et août 1908, Charles Bénard effectue de nombreux relevés et de grands raids à travers l'ensemble de la Nouvelle-Zemble, permettant ainsi de préciser le tracé des côtes, d'établir les données géographiques de la presqu'île et de la baie de Rogatcheff, du fjord du Prince de Monaco et du détroit de Matotchkine qui sépare la Nouvelle-Zemble en île du Nord et île du Sud. Sont aussi explorées des chaînes de montagnes comme la chaîne Nicolas II ou celle de Falsie et la vallée France-et-Russie est découverte.